# Retour au pensionnat à la campagne
Vous pouvez aider à l'améliorer ou bien discuter des problèmes sur sa page de discussion.
- Il n'est pas vérifiable et peut contenir des informations totalement erronées. Il est fortement conseillé aux contributeurs d'étayer son contenu par des sources fiables. Sans cela, sa suppression pourrait être envisagée. (si vous venez d'apposer le bandeau, veuillez cliquer sur ce lien pour créer la discussion et en afficher les indications). (Marqué depuis février 2025)
- Il peut contenir un travail inédit ou des déclarations non vérifiées. Vous pouvez l’améliorer en ajoutant des références. (Marqué depuis février 2025)

- Archive Wikiwix
- Bing
- Cairn
- DuckDuckGo
- E. Universalis
- Gallica
- Google
- G. Books
- G. News
- G. Scholar
- Persée
- Qwant
- (zh) Baidu
- (ru) Yandex
- (wd) trouver des œuvres sur Wikidata

Vous pouvez aider à l'améliorer ou bien discuter des problèmes sur sa page de discussion.
- Il ne cite pas suffisamment ses sources. Vous pouvez indiquer les passages à sourcer avec {{référence nécessaire}} ou {{Référence souhaitée}}, et inclure les références utiles en les liant aux notes de bas de page. (Marqué depuis février 2025)
- Son texte doit être wikifié : il ne correspond pas à la mise en forme Wikipédia (style, typographie, liens internes, liens entre les wikis, etc.). (Marqué depuis février 2025)

- Archive Wikiwix
- Bing
- Cairn
- DuckDuckGo
- E. Universalis
- Gallica
- Google
- G. Books
- G. News
- G. Scholar
- Persée
- Qwant
- (zh) Baidu
- (ru) Yandex
- (wd) trouver des œuvres sur Wikidata

Retour au pensionnat à la campagne est une émission française de téléréalité diffusée sur M6 du 30 septembre 2013 au 21 octobre 2013.
Le tournage a eu lieu du 14 juillet au 3 août 2013, à l'internat du Val Notre-Dame situé à Antheit en Belgique[source insuffisante].
L'émission est la troisième saison de la série Le Pensionnat, huit ans après Le Pensionnat de Sarlat (2005).

## Principe
- Si vous ne connaissez pas le sujet, laissez ce bandeau (vous pouvez alors contacter les auteurs).
- Si vous supprimez le contenu mis en cause (vous pouvez préalablement contacter les auteurs),

argumentez précisément cette suppression dans la page de discussion
(un manque de référence n'est pas un argument ; une recherche réelle de référence doit avoir été effectuée, être formellement documentée).
Pendant trois à quatre semaines 24 adolescents vivent dans un pensionnat très strict comme dans les années 1950. Ils tentent de décrocher le certificat d'études primaires de leurs grands-parents. Discipline, obéissance, corvées, rigueur et travail sont les maîtres mots de cet établissement.

## Casting

### Élèves
- Si vous ne connaissez pas le sujet, laissez ce bandeau (vous pouvez alors contacter les auteurs).
- Si vous supprimez le contenu mis en cause (vous pouvez préalablement contacter les auteurs),

argumentez précisément cette suppression dans la page de discussion
(un manque de référence n'est pas un argument ; une recherche réelle de référence doit avoir été effectuée, être formellement documentée).
 (février 2025).
| Prénom du candidat | Âge    | Origine                                  | Période d'apparition à la télévision  | Statut                                                                            |
| ------------------ | ------ | ---------------------------------------- | ------------------------------------- | --------------------------------------------------------------------------------- |
| Paul               | 12 ans | Briançon (Hautes-Alpes)                  | 30 septembre 2013 – 21 octobre 2013   | Certificat obtenu (premier chez les garçons)                                      |
| Margot             | 14 ans | Calais (Pas-de-Calais)                   | 30 septembre 2013 – 21 octobre 2013   | Certificat obtenu (première chez les filles)                                      |
| Maxime             | 15 ans | Clermont-Ferrand (Puy-de-Dôme)           | 30 septembre 2013 – 21 octobre 2013   | Certificat obtenu (deuxième chez les garçons)                                     |
| Dodie              | 14 ans | Bruxelles                                | 30 septembre 2013 – 21 octobre 2013   | Certificat obtenu (deuxième chez les filles)                                      |
| Alexandre          | 15 ans | Saint-Martin-la-Plaine (Loire)           | 30 septembre 2013 – 21 octobre 2013   | Certificat obtenu (troisième chez les garçons)                                    |
| Marie              | 14 ans | Mortagne-du-Nord (Nord)                  | 30 septembre 2013 – 21 octobre 2013   | Certificat obtenu (troisième chez les filles)                                     |
| Gautier            | 15 ans | Bordeaux (Gironde)                       | 30 septembre 2013 – 21 octobre 2013   | Certificat obtenu (quatrième chez les garçons)                                    |
| Jeanne             | 15 ans | Paris                                    | 30 septembre 2013 – 21 octobre 2013   | Certificat obtenu (quatrième chez les filles)                                     |
| Mathias            | 15 ans | Audenge (Gironde)                        | 30 septembre 2013 – 21 octobre 2013   | Certificat obtenu (cinquième chez les garçons)                                    |
| Lola               | 14 ans | Montmorency (Val-d'Oise)                 | 30 septembre 2013 – 21 octobre 2013   | Certificat obtenu (cinquième chez les filles)                                     |
| Arthur             | 15 ans | La Longueville (Nord)                    | 30 septembre 2013 – 21 octobre 2013   | Certificat obtenu (sixième chez les garçons)                                      |
| Élodie             | 13 ans | Puiseaux (Loiret)                        | 30 septembre 2013 – 21 octobre 2013   | Certificat obtenu (sixième chez les filles)                                       |
| Romane             | 14 ans | Montreuil-sous-Pérouse (Ille-et-Vilaine) | 30 septembre 2013 – 21 octobre 2013   | Certificat obtenu (septième chez les filles)                                      |
| Asma               | 14 ans | Pommeuse (Seine-et-Marne)                | 30 septembre 2013 – 21 octobre 2013   | Certificat obtenu (huitième chez les filles)                                      |
| Lauryne            | 14 ans | Gonesse (Val-d'Oise)                     | 30 septembre 2013 – 21 octobre 2013   | Certificat obtenu (neuvième chez les filles)                                      |
| Mathilde           | 14 ans | Lyon (Rhône)                             | 30 septembre 2013 – 21 octobre 2013   | Certificat obtenu (dixième chez les filles)                                       |
| Océane             | 14 ans | Morangis (Essonne)                       | 30 septembre 2013 – 21 octobre 2013   | Certificat obtenu (onzième chez les filles)                                       |
| Laura              | 15 ans | Marseille (Bouches-du-Rhône)             | 30 septembre 2013 – 21 octobre 2013   | Certificat obtenu (douzième chez les filles)                                      |
| Ossama             | 14 ans | Montigny-lès-Cormeilles (Val-d'Oise)     | 30 septembre 2013 – 21 octobre 2013   | Dernier avec Qasim, Thierry et Dylan (recalé à l'écrit)                           |
| Qasim              | 16 ans | Portes-lès-Valence (Drôme)               | 30 septembre 2013 – 21 octobre 2013   | Dernier avec Ossama, Thierry et Dylan (recalé à l'écrit)                          |
| Thierry            | 16 ans | Villeneuve-d'Ascq (Nord)                 | 30 septembre 2013 – 21 octobre 2013   | Dernier avec Ossama, Qasim et Dylan (recalé à l'écrit), prix du meilleur camarade |
| Dylan              | 15 ans | Chamagnieu (Isère)                       | 30 septembre 2013 – 21 octobre 2013   | Dernier avec Ossama, Qasim et Thierry (recalé à l'écrit)                          |
| Melvin             | 13 ans | Évin-Malmaison (Pas-de-Calais)           | 30 septembre 2013 - 7 octobre 2013    | Abandon volontaire                                                                |
| Smiley             | 15 ans | Nieul-sur-Mer (Charente-Maritime)        | 30 septembre 2013 - 30 septembre 2013 | Abandon volontaire                                                                |

### Encadrement
| Nom dans l'émission | Vrai nom               | Statut                                                 |
| ------------------- | ---------------------- | ------------------------------------------------------ |
| M. Bignan           | Régis Bignan           | Directeur du pensionnat                                |
| M. Gautier          | Jérôme Gautier         | Surveillant général                                    |
| Mlle Lareigne       | Agnès Labesse-Lareigne | Surveillante des filles                                |
| M. Famin            | Thierry Famin          | Professeur d'histoire-géographie et de travaux manuels |
| M. Levannier        | Michel Levannier       | Professeur de français et de morale                    |
| Mme Gouiran         | Pascale Gouiran        | Professeur de mathématiques et de sciences             |
| Mlle Roger          | Jenny Van Rhijn        | Professeur de chant et d'éducation ménagère            |
| M. Mazan            | Mathieu Mazan          | Professeur de sport                                    |